# Futbol'ny Klub Nëman Hrodna
Il Futbol'ny Klub Nëman Hrodna (in bielorusso футбольны клуб Нёман Гродна), meglio noto come Nëman Grodno o solo Nëman, è una società calcistica bielorussa con sede nella città di Hrodna. Milita in Vyšėjšaja Liha, la massima serie del campionato bielorusso di calcio, e gioca le partite interne nello stadio ČSK Neman, con capienza di 8 800 spettatori. 
Dalla sua fondazione il Club ha vinto tre Coppe di Bielorussia e vanta la partecipazione a 3 edizioni delle coppe europee.

## Palmarès

### Competizioni nazionali
- Coppa di Bielorussia: 3

1993, 2023-2024, 2024-2025

### Altri piazzamenti
- Campionato bielorusso:

Secondo posto: 2002, 2023, 2024
- Coppa di Bielorussia:

Finalista: 2010-2011, 2013-2014
Semifinalista: 2004-2005, 2006-2007, 2008-2009, 2011-2012, 2017-2018, 2021-2022, 2022-2023
- Supercoppa di Bielorussia:

Finalista: 2025

## Statistiche e record

### Statistiche nelle competizioni UEFA
Tabella aggiornata alla stagione 2024-2025.
| Competizione                  | Partecipazioni | G | V | N | P | RF | RS |
| ----------------------------- | -------------- | - | - | - | - | -- | -- |
| Coppa delle Coppe             | 1              | 2 | 1 | 0 | 1 | 2  | 6  |
| Coppa UEFA/UEFA Europa League | 2              | 4 | 0 | 3 | 1 | 2  | 4  |
| UEFA Conference League        | 2              | 8 | 2 | 3 | 3 | 6  | 12 |
| Coppa Intertoto               | 1              | 2 | 0 | 1 | 1 | 0  | 1  |

### Risultati nelle competizioni UEFA per club
| Stagione | Torneo            | Turno       | Avversario       | Andata | Ritorno | Totale |
| -------- | ----------------- | ----------- | ---------------- | ------ | ------- | ------ |
| 1993-94  | Coppa delle Coppe | Preliminare | FC Lugano        | 0-5    | 2-1     | 2-6    |
| 2003-04  | Coppa UEFA        | Preliminare | Steaua Bucureşti | 1-1    | 0-0     | 1-1    |
| 2005     | Coppa Intertoto   | 1º turno    | Tescoma Zlín     | 0-0    | 0-1     | 0-1    |

In grassetto le gare casalinghe.

## Organico

### Rosa 2021
Aggiornata all'agosto 2021.
| N. |                           | Ruolo | Calciatore            |
| -- | ------------------------- | ----- | --------------------- |
| 1  | Bielorussia (bandiera)    | P     | Artur Maliyevskiy     |
| 2  | Bielorussia (bandiera)    | D     | Nikita Khalimonchik   |
| 3  | Georgia (bandiera)        | D     | Giorgi Kantaria       |
| 4  | Russia (bandiera)         | D     | Andrej Vasil'ev       |
| 7  | Bielorussia (bandiera)    | A     | Anton Saroka          |
| 9  | Bielorussia (bandiera)    | A     | Maksim Kravtsov       |
| 10 | Bielorussia (bandiera)    | A     | Roman Gribovskiy      |
| 11 | Bielorussia (bandiera)    | C     | Valeryj Žukoŭski      |
| 13 | Costa d'Avorio (bandiera) | A     | Cédric Khaleb Kouadio |
| 17 | Bielorussia (bandiera)    | A     | Jahor Zubovič         |
| 19 | Bielorussia (bandiera)    | P     | Syarhey Kurhanski     |
| 20 | Bielorussia (bandiera)    | D     | Ivan Sadoŭničy        |
| 22 | Kirghizistan (bandiera)   | C     | Alimardon Şükürov     |

| N. |                           | Ruolo | Calciatore         |
| -- | ------------------------- | ----- | ------------------ |
| 24 | Bielorussia (bandiera)    | C     | Andrey Yakimov     |
| 25 | Bielorussia (bandiera)    | D     | Yevgeniy Leshko    |
| 35 | Bielorussia (bandiera)    | P     | Kirill Veydyger    |
| 46 | Bielorussia (bandiera)    | C     | Aljaksej Ljahčylin |
| 49 | Bielorussia (bandiera)    | C     | Aljaksandr Džyhera |
| 70 | Bielorussia (bandiera)    | A     | Albert Kopytich    |
| 71 | Bielorussia (bandiera)    | A     | Anton Suchkow      |
| 77 | Bielorussia (bandiera)    | C     | Vladislav Varaksa  |
| 78 | Bielorussia (bandiera)    | C     | Maksim Yablonskiy  |
| 88 | Russia (bandiera)         | D     | Ivan Baklanov      |
| 91 | Bielorussia (bandiera)    | P     | Dmitry Dudar       |
| 96 | Russia (bandiera)         | A     | Vladislav Myzgin   |
|    | Costa d'Avorio (bandiera) | D     | Sherif Jimoh       |

### Rosa 2020
| N. |                         | Ruolo | Calciatore        |
| -- | ----------------------- | ----- | ----------------- |
| 1  | Bielorussia (bandiera)  | P     | Artur Maliyevskiy |
| 3  | Georgia (bandiera)      | D     | Giorgi Kantaria   |
| 4  | Russia (bandiera)       | D     | Andrej Vasil'ev   |
| 5  | Bielorussia (bandiera)  | D     | Raman Vjahera     |
| 7  | Armenia (bandiera)      | C     | Gegham Kadimyan   |
| 8  | Kirghizistan (bandiera) | C     | Emir Shigaybaev   |
| 9  | Bielorussia (bandiera)  | C     | Roman Pasevich    |
| 10 | Ucraina (bandiera)      | A     | Volodymyr Koval'  |
| 11 | Bielorussia (bandiera)  | C     | Valeryj Žukoŭski  |
| 13 | Bielorussia (bandiera)  | A     | Hleb Rassadkin    |
| 14 | Russia (bandiera)       | D     | Oleg Muračëv      |
| 17 | Bielorussia (bandiera)  | D     | Yegor Khvalko     |
| 18 | Bielorussia (bandiera)  | C     | Pavel Zabelin     |

| N. |                        | Ruolo | Calciatore           |
| -- | ---------------------- | ----- | -------------------- |
| 19 | Bielorussia (bandiera) | P     | Syarhey Kurhanski    |
| 23 | Bielorussia (bandiera) | D     | Artur Slabašėvič     |
| 24 | Bielorussia (bandiera) | C     | Andrey Yakimov       |
| 25 | Bielorussia (bandiera) | D     | Yevgeniy Leshko      |
| 26 | Bielorussia (bandiera) | C     | Yevgeniy Sakuta      |
| 28 | Serbia (bandiera)      | D     | Danijel Stojković    |
| 29 | Bielorussia (bandiera) | A     | Dzmitry Ivanow       |
| 45 | Serbia (bandiera)      | A     | Zoran Marušić        |
| 46 | Bielorussia (bandiera) | C     | Aljaksej Ljahčylin   |
| 78 | Bielorussia (bandiera) | C     | Maksim Yablonskiy    |
| 87 | Bielorussia (bandiera) | C     | Vladislav Yatskevich |
| 91 | Bielorussia (bandiera) | P     | Dmitry Dudar         |
| 95 | Bielorussia (bandiera) | C     | Pavel Tseslyukevich  |

### Rose delle stagioni precedenti
- 2013
- 2019